# Tervel Zamfirov
Tervel Zamfirov (en búlgaro: Тервел Замфиров; 22 de febrero de 2005) es un deportista búlgaro que compite en snowboard. Ganó una medalla de oro en el Campeonato Mundial de Snowboard de 2025, en la prueba de eslalon paralelo.

## Medallero internacional
| Campeonato Mundial | Campeonato Mundial | Campeonato Mundial | Campeonato Mundial |
| Año                | Lugar              | Medalla            | Prueba             |
| ------------------ | ------------------ | ------------------ | ------------------ |
| 2025               | Engadina (Suiza)   | Medalla de oro     | Eslalon paralelo   |